# Giuseppe Armosino
Giuseppe Armosino (Tigliole, 21 novembre 1914 – 20 luglio 1987) è stato un politico italiano.